# Sarcocornia decumbens
Sarcocornia decumbens är en amarantväxtart som först beskrevs av Toelken, och fick sitt nu gällande namn av Andrew John Scott. Sarcocornia decumbens ingår i släktet Sarcocornia och familjen amarantväxter. Inga underarter finns listade i Catalogue of Life.